# Luminance
Pour les articles homonymes, voir Luminance (homonymie).
La luminance est une grandeur correspondant à la sensation visuelle de luminosité d'une surface.
La luminance est la puissance de la lumière visible passant ou étant émise en un élément de surface dans une direction donnée, par unité de surface et par unité d'angle solide. Quand la visibilité ou non du rayonnement électromagnétique importe peu, on parle de luminance énergétique ou radiance. En photométrie, on applique au rayonnement une pondération basée sur la sensibilité de l'œil humain aux différentes fréquences.
En colorimétrie, de nombreux systèmes de représentation des couleurs décomposent la sensation visuelle d'un stimulus de couleur en deux parties supposées indépendantes, la luminance et la chromaticité. L'objet de la colorimétrie étant de comparer des sensations visuelles colorées, la valeur absolue de la luminance des stimulus n'a pas d'importance. On utilise généralement une luminance relative, par rapport au maximum du dispositif. La luminance évolue dans ce cas entre une valeur nulle pour le noir et 1 pour le blanc pris comme référence. La luminance relative utilisée en colorimétrie est la luminance absolue de la photométrie à un facteur près qu'il est rarement utile de connaître.
En technique vidéo couleur, le signal de luminance ou luma, couramment nommé luminance, est la partie du signal, commune avec la vidéo noir et blanc, qui transporte l'information de luminosité de chaque élément de l'écran. La luminance est associée au signal de chrominance ou chroma, couramment nommée chrominance, la partie du signal qui transporte l'information de couleur.

## Luminance en photométrie
La photométrie se propose d'associer des grandeurs mesurables à la perception de la lumière. Ce programme implique un étalon auquel comparer les grandeurs. Pour des raisons de commodité, et parce que le premier objectif des études photométriques était de comparer les moyens d'éclairage, cet étalon a été défini comme une source de lumière, une bougie, qui a donné son nom à l'unité d'intensité lumineuse : la candela. Mais l'intensité lumineuse ne peut être définie que si la source est considérée comme ponctuelle, parce que suffisamment petite ou suffisamment éloignée. La luminance caractérise la luminosité de chacun des éléments de surface d'une source étendue, quelle que soit sa forme. Les autres grandeurs photométriques s'en déduisent à partir de raisonnements purement géométriques ou mathématiques.
La luminance est la seule grandeur photométrique qui permet des comparaisons visuelles. Toutes les procédures de psychologie expérimentale qui fondent la photométrie se basent sur l'égalisation de la luminance de deux plages lumineuses occupant une petite partie (2 % ou 10 %) du champ visuel. Cette méthode est indifférente à l'échelle de la luminosité perçue. On a résolu, pour simplifier les calculs dans toutes les applications, de faire de la luminance une quantité proportionnelle à l'énergie lumineuse pondérée par la sensibilité visuelle. Ce n'est pas le cas de la luminosité perçue, qui s'obtient à partir de la luminance par une relation non linéaire, même dans les conditions simplifiées des procédures de la psychologie expérimentale.

### Définition

Schéma représentant les paramètres de la définition de la luminance.

La luminance, également nommée luminance lumineuse, ou luminance visuelle, est la densité spatiale de flux lumineux exprimée par la relation
où
- dΣ et dS sont les surfaces élémentaires respectivement émettrice et réceptrice ;
- dΦ est le flux élémentaire émis par dΣ en direction de dS ;
- dG est l'étendue géométrique du pinceau de rayons lumineux qui joint dΣ et dS ;
- dΩΣ est l'angle solide élémentaire sous lequel on voit dS depuis le point source ;
- αΣ est l'angle entre la normale à la surface émettrice et la droite joignant les deux surfaces.

La luminance d'une source peut s'exprimer comme une distribution selon la position de l'élément de surface, de l'angle, ou du temps. Pour un élément de surface source donné, elle est la valeur de la distribution hémisphérique de l'exitance. La luminance énergétique peut s'exprimer comme une distribution selon la longueur d'onde de la puissance du rayonnement ; la luminance lumineuse en est la somme pondérée par une table d'efficacité lumineuse spectrale, définie par convention d'après des études psychophysiques.
La luminance est souvent rapportée à l'intensité lumineuse, qui est la grandeur de l'unité de base du système international. Elle est ainsi définie comme l'intensité lumineuse dI d'une surface élémentaire dΣ source dans une direction donnée, divisée par l'aire apparente, dΣ cos αΣ, de cette source dans cette même direction, ou encore l'intensité lumineuse par unité de surface perpendiculairement à la direction d'origine de l'émission, ce qui est équivalent :
Cette définition ne manque pas de susciter quelques objections, puisque l'intensité, énergétique ou lumineuse, est elle-même définie par intégration de la luminance.

### Unités
Dans le Système international d'unités, la luminance s'exprime en candela par mètre carré, symbole cd⋅m−2. L'unité de son équivalent radiométrique, la luminance énergétique, est le watt par mètre carré et par stéradian, symbole W·m−2⋅sr−1.

### Perception visuelle et luminance

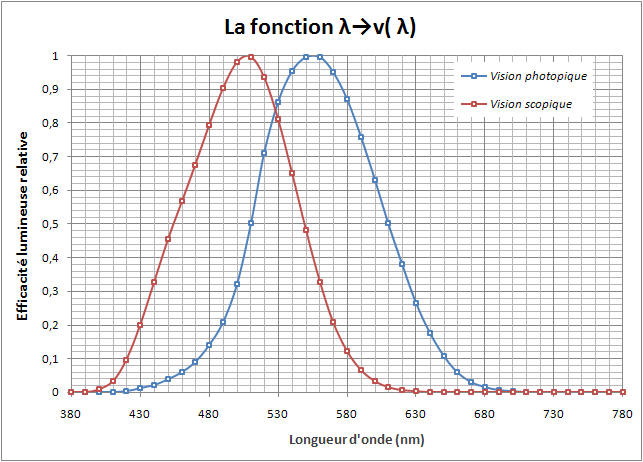
La sensibilité de l'œil est caractérisée par la fonction d'efficacité lumineuse spectrale en vision photopique (en bleu) et scotopique (en rouge).

Principalement en raison de la sensibilité des récepteurs de la rétine (les trois types de cônes et les bâtonnets), la sensibilité de l'œil humain n'est pas la même sur l'ensemble du spectre visible, entre 380 nm et 780 nm. Cette sensibilité spectrale varie aussi selon la quantité de lumière ; on distingue plusieurs domaines de vision.
PhotopiqueLe domaine photopique concerne la vision diurne dans la partie centrale du champ visuel. Les objets observés ont une luminance lumineuse de quelques candelas par mètre carré à quelques milliers de candelas par mètre carré. La vision des couleurs est possible grâce à la coexistence des trois types de cônes ; les bâtonnets eux sont saturés. Le maximum de sensibilité aux couleurs se situe vers le jaune–vert, au centre du spectre visible.
ÉblouissementAu-delà de la luminance lumineuse maximale qui permet la vision photopique, ou pour un objet de petites dimensions dont la luminance lumineuse dépasse trop la moyenne de celle du champ de vision, on ne distingue pas les formes et la sensation est pénible : c'est l'éblouissement. Une luminance supérieure à 10 000 cd m−2 produit un éblouissement quelle que soit la surface, et au-delà de 30 000 cd m−2 il y a risque de lésion rétinienne.
ScotopiqueLe domaine scotopique ou vision nocturne concerne les luminances lumineuses moyennes des objets observés inférieures à la millicandela par mètre carré. Seuls les bâtonnets sont assez sensibles pour réagir à cette faible lumière. La vision des couleurs n'est pas possible car il n'existe qu'un seul type de bâtonnet. Le maximum de sensibilité se situe vers ce qui serait un vert–bleu à plus forte luminosité. La vision périphérique est scotopique quelle que soit la luminance.
MésopiqueLe domaine mésopique est celui où à la fois les cônes et les bâtonnets sont sensibles à la lumière, quand les luminances lumineuses des objets observés sont comprises entre la millicandela par mètre carré et quelques candelas par mètre carré. Le maximum de sensibilité se décale vers le bleu à mesure que la luminance lumineuse diminue, c'est l'effet Purkinje.
La luminosité perçue n'est pas proportionnelle à la luminance lumineuse. Elle dépend de la plus forte luminance de la scène, et dans ce contexte, elle varie, d'après les auteurs modernes depuis Stanley Smith Stevens, selon une loi de puissance. La Commission internationale de l'éclairage définit une luminosité colorimétrique standard.

### Ordres de grandeur et exemples
- Au niveau de la mer, par temps clair, la luminance énergétique du soleil est de 1,5 × 107 W sr−1 m−2 et sa luminance vaut 1,5 × 109 cd m−2.
- Les normes légales en France demandent qu'un plan de travail soit éclairé par 300 lux. Une feuille de papier blanc ordinaire, d'une réflectance de 0,4 et d'un brillant suffisamment faible pour qu'on la considère comme un diffuseur parfait et qu'ainsi la loi de Lambert s'applique, a sous cet éclairage une luminance d'à peu près 40 cd m−2.
- La recommandation sRGB prévoit une luminance (absolue) du blanc des écrans de 80 cd m−2 (IEC 1966 v. 2.1, 1998, p. 6).

### Cas des surfaces à luminance uniforme
La luminance d'une surface peut généralement varier d'un point à un autre ou selon la direction d'observation ou de mesure. On peut simplifier les relations dans les cas particuliers où 
- la luminance est identique sur toute la surface : la luminance est alors dite uniforme spatialement[8] ;
- la luminance est identique dans toutes les directions : la luminance est alors dite uniforme angulairement, la source est orthotrope ou lambertienne[8] ;
- la luminance est identique sur toute la surface et dans toutes les directions : la luminance est uniforme spatialement et angulairement[8].

#### Sources à luminance uniforme spatialement
Dans l'hypothèse simplificatrice d'une surface plane d'aire Σ, suffisamment petite pour être supposée ponctuelle, dont la luminance {\displaystyle L({\vec {\Omega }})=L_{0}} est uniforme spatialement et présentant un angle αΣ par rapport à la direction du récepteur, la relation entre l'intensité lumineuse et la luminance se simplifie : 
{\displaystyle I=L_{0}\,\Sigma \,\cos \alpha _{\Sigma }}
Une surface d'aire Σ et de luminance  lumineuse L0 produit, dans la direction perpendiculaire, une intensité lumineuse L0 · Σ.
Au niveau du récepteur, l'éclairement lumineux dû à cette surface vaut alors :
{\displaystyle E={\frac {I\,\cos \alpha _{S}}{d^{2}}}={\frac {L_{0}\,\Sigma \,\cos \alpha _{\Sigma }\,\cos \alpha _{S}}{d^{2}}}=L_{0}\,\Omega _{S}\,\cos \alpha _{S}}
Un objet qui, vu depuis un point de mesure, occupe un angle solide ΩS avec une luminance L0 produit au point de mesure un éclairement lumineux L0ΩS sur un élément de surface perpendiculaire à la direction de la source.

#### Sources isotropes vs Sources orthotropes
Une source lumineuse isotrope émet la même intensité dans toutes les directions, tandis qu'une source lumineuse orthotrope présente la même luminance dans toutes les directions. En général, une source orthotrope n'est pas isotrope et réciproquement. Par exemple, pour une source orthotrope plane, ou un élément de surface orthotrope plan, l'intensité émise suit la loi de Lambert en cosinus. Cette loi découle du fait que la surface apparente de l'émetteur (projection de la surface émettrice sur un plan perpendiculaire à la direction d'émission) dépend justement de la direction d'émission ; donc l'intensité dépend de la direction et la source n'est pas isotrope. Une source orthotrope est dite lambertienne, ou, s'il s'agit d'une source secondaire, diffuseur lambertien, et sa luminance est égale dans toutes les directions à l'exitance divisée par π.
Pour qu'une source orthotrope soit aussi isotrope, il faut que sa surface apparente ne dépende pas de la direction d'émission. Ceci n'est réalisé que pour une source sphérique : une sphère orthotrope est aussi, par raison de symétrie, isotrope ; mais la réciproque n'est pas toujours vraie car la surface d'un émetteur sphérique isotrope n'obéit pas forcément à la loi de Lambert.
Le corps noir est une source primaire orthotrope et le Soleil en est une assez bonne approximation – le Soleil, quasi sphérique, est aussi approximativement une source isotrope.
Les surfaces mates ou rugueuses peuvent souvent être considérées comme des sources secondaires orthotropes : à l'inverse des miroirs, la part de réflexion spéculaire est négligeable devant la réflexion diffuse. Les parties diffusantes ne doivent pas avoir de forme régulière ou d'orientation privilégiée et doivent baigner dans un milieu de même indice de réfraction que le milieu extérieur, ce qui exclut les tissus et certaines peintures. Les surfaces ne renvoient qu'une fraction de la lumière qui les touche : elles présentent ordinairement un facteur de réflexion ρ variable selon la longueur d'onde du rayonnement. Cette variation détermine la couleur. La luminance peut alors s'exprimer comme
{\displaystyle L_{0}={\frac {M}{\pi }}={\frac {\rho \,E}{\pi }}}
La luminance d'une surface d'un facteur de réflexion ρ illuminée avec un éclairement E est égale à ρE/π. Les cas plus complexes, tant en ce qui concerne la couleur que le brillant sont des objets d'étude de la colorimétrie.

#### Diffuseur parfait
Le diffuseur parfait est un modèle théorique correspondant à un diffuseur orthotrope qui renvoie la totalité du flux lumineux qu'il reçoit, c'est-à-dire pour lequel ρ = 1. Il sert à définir le facteur de luminance.

### Mesure de la luminance
La mesure de la luminance peut être effectuée à l'aide d'un luminancemètre. Un capteur électronique convertit un éclairement reçu sur sa surface en signal électrique. À la différence des luxmètres qui captent la lumière provenant d'une demi-sphère, les luminancemètre ne prennent en compte que la lumière provenant d'une petite surface, dans un petit cône. Des filtres appropriés adaptent la sensibilité du capteur à celle de la vision humaine définie conventionnellement par l'observateur de référence. L'éclairement lumineux reçu est proportionnel à la luminance de la surface visée.
En technique photographique, l'équivalent de cet appareil s'appelle communément un spotmètre : il permet d'effectuer les réglages afin d'obtenir la bonne exposition pour une surface donnée. Les spectromètres peuvent aussi déterminer la luminance en pondérant la luminance énergétique mesurée par bande de fréquence au pas d'environ 0,5 à 5 nm selon la précision, à condition qu'ils n'interceptent qu'un petit cône de lumière.
Les premières mesures furent effectuées par comparaison à l'aide d'appareils optiques qui permettaient d'observer côte à côte une source à évaluer et une source de référence, en faisant varier la transmission de la lumière de l'une des deux : c'est de cette manière que la photométrie s'est établie dans ses débuts.

## Luminance relative
Dans de nombreux domaines liés à la transmission d'images, on se contente de donner à la luminance une valeur relative à celle du blanc,. Pour les systèmes d'affichage (informatique, vidéo ou télévisuels), le blanc de référence prendra une valeur de luminance maximale. Pour les mesures par réflexion, c'est-à-dire sur des surfaces éclairées par une ou des sources primaires, la valeur maximale de la luminance est attribuée à la surface diffusante la plus blanche dont on dispose : partie blanche d'une mire, papier blanc vierge, etc.
Chaque élément a une luminance relative d'une valeur de 0 pour un noir parfait, à 1 (100 %) pour la nuance la plus claire de blanc. En informatique on quantifie fréquemment une valeur comprise entre 0 et 1 sur un répertoire d'entiers de 0 à 2n−1, pour un codage sur n bits.

### Luminance en colorimétrie
Du fait de la vision trichromatique de l'être humain, la description des couleurs repose sur trois caractéristiques dont l'une, dans de nombreux cas, décrit la luminance de la couleur.
Plusieurs systèmes colorimétriques utilisent la luminance comme l'une des trois caractéristiques des couleurs. Elle est notée Y dans le système CIE 1931 XYZ qui fut le premier à utiliser cette notion. Elle peut être définie de la même manière qu'en photométrie, mais, dans la plupart des cas pratiques, elle ne lui est égale qu'à un facteur près, essentiellement pour des raisons de simplification des mesures : il s'agit alors d'une luminance relative,, bien qu'elle soit nommée simplement « luminance ». En effet, généralement, la luminance est comparée à un blanc de référence, que ce soit le blanc le plus intense que l'on peut produire, celui renvoyé par une mire ou tout autre étalon colorimétrique.

### Facteur de luminance des surfaces
Le facteur de luminance est un élément de caractérisation des surfaces pour leur définition colorimétrique : il est le rapport de sa luminance à celle du diffuseur parfait éclairé et observé dans les mêmes conditions,.

### Indicatrice de luminance
L'indicatrice de luminance, pour un élément de surface et un éclairage donnés, est l'ensemble des vecteurs dont le module est égal à la luminance de cette surface dans sa direction.
Pour un diffuseur parfait, quel que soit l'éclairage, la luminance est uniforme. Pour une surface brillante sous un éclairage spéculaire, c'est-à-dire qui provient d'une seule direction, l'indicatrice de luminance présente un pic dans la direction où la lumière est réfléchie.

## Signal de luminance ouLuma
Dans le domaine de l'audiovisuel, le signal de luminance ou la luma désigne la partie du signal vidéo qui transporte l'information de luminosité.
Le terme « luminance » s'emploie de manière approximative en vidéo et par voie de conséquence, pour les écrans d'ordinateurs. La luma ne représente pas la luminance relative de l'écran, mais une grandeur plus proche de sa luminosité perçue, qui lui est reliée par une fonction non linéaire (Poynton 2012, p. 122).
Le signal vidéo nécessite une information de luminance et deux informations de chrominance, la chroma, afin de reconstituer les trois couleurs primaires rouge, vert et bleu (RGB) de l'affichage couleur qui utilise le principe de la synthèse additive. Ce choix fut historiquement guidé par la nécessité d'assurer la compatibilité des téléviseurs noir et blanc lors de la naissance des standards NTSC, PAL puis SÉCAM, et après avoir observé que la vision humaine présente une sensibilité moindre à la couleur qu'à la luminosité,. Cette dernière observation conduit dans de nombreux cas à sous-échantillonner le signal de chrominance avec une structure d'échantillonnage 4:2:2, signifiant que chaque signal de chrominance (2) contient deux fois moins d'informations que le signal de luminance (4) permet de réduire le débit des données sans trop affecter la qualité perçue de l’image.
Les composantes primaires R, G et B qui forment la luminance lumineuse relative Y subissent divers traitements effectués (corrections de défaut, accentuation des détails, etc.) par le processeur de signal numérique (DSP) de la caméra suivis d'une correction gamma produisant trois signaux R′, G′ et B′, avant l'opération de matriçage qui construit la luma Y′ (le symbole prime indiquant la correction gamma).

### Correction gamma
Initialement, une correction de gamma du signal vidéo à transmettre a été mis en place pour compenser la non-linéarité de la tension du canon à électrons des écrans à tube cathodique (CRT) ,. En effet, l'exitance lumineuse M d'un point d'un écran CRT n'est pas proportionnelle à la tension V qui lui est associée, elle est décrite par une fonction de la forme M = kVγ avec γ ≈ 2,5. Par conséquent, il fallait compenser, pour chaque composante primaire R, G et B, la tension électrique source Vs qui lui est associée avec une pré-correction non linéaire, la correction gamma, de la forme V = k′Vs1/γ (on parle de compression gamma car l'exposant est inférieur à 1), de sorte à obtenir une exitance lumineuse correcte M = k″Vs. Il existe un gamma par composante : γR, γG et γB. En général on leur donne la même valeur γ. Si on ne le fait pas, la tendance de la couleur obtenue sur l'écran diffère selon la luminance. Par exemple, avec un gamma plus faible sur le canal vert, les plages de luminance moyenne auront une tendance verte par rapport aux plages de luminance élevée ou faible.
Aujourd'hui, les écrans à cristaux liquides (LCD) présentent également une forte non-linéarité qui ne peut pas être décrite par une simple puissance γ, tandis que les écrans à plasma permettent un transfert linéaire. Cependant, ils appliquent tous une courbe spécifique de correction à la tension d'entrée afin d'approcher au mieux la fonction de transfert non linéaire d'un écran CRT, dont le γ est proche de 2,5. S'ils n'appliquent pas une courbe de correction rendant leur fonction de transfert linéaire, afin d'éviter de toujours devoir appliquer une compression gamma du signal vidéo avant sa transmission, c'est parce que la compression gamma servant initialement à compenser la non linéarité des écrans CRT présente un intérêt indépendant de la caractéristique de ces derniers. La vision humaine, dans des conditions d'éclairage normales, suit approximativement une loi de puissance en 1/γ, c'est-à-dire avec une plus grande sensibilité aux différences de luminance entre les tons sombres qu'entre les tons clairs. La compression gamma en 1/γ permet donc d'optimiser l'utilisation de la bande passante pour le transport d'images ou d'optimiser l'utilisation des bits pour l'encodage d'images numériques. C'est la raison pour laquelle la compression gamma est toujours utilisée actuellement. La similarité de la fonction de transfert à compenser des écrans CRT avec l'inverse de la compression gamma optimisant le transport ou l'encodage d'images a été un heureux hasard qui a simplifié l'électronique des premiers téléviseurs.
Selon les recommandations UIT-R BT 601 (TVSD) et UIT-R BT 709 (TVHD) de l'Union internationale des télécommunications (UIT), la « caractéristique de transfert optoélectronique à la source » de la correction gamma est définie par
{\displaystyle V={\begin{cases}1{,}099\cdot V_{\textrm {s}}^{0{,}45}-0{,}099&{\text{pour}}\ 1\geq V_{\textrm {s}}\geq 0{,}018\\4{,}500\cdot V_{\textrm {s}}&{\text{pour}}\ 0{,}018>V_{\textrm {s}}\geq 0.\end{cases}}}
où
- Vs le signal électrique source pour chaque composante R, G et B, entre 0 et 1 ;
- V est le signal électrique précorrigé non linéaire (correction gamma), entre 0 et 1.

Selon la recommandation sRGB, la correction gamma est définie par
{\displaystyle V={\begin{cases}1{,}055\cdot V_{\textrm {s}}^{1/2,4}-0{,}055&{\text{pour}}\ 1\geq V_{\textrm {s}}>0{,}003\,130\,8\\12{,}92\cdot V_{\textrm {s}}&{\text{pour}}\ 0{,}003\,130\,8\geq V_{\textrm {s}}\geq 0.\end{cases}}}
où
- Vs le signal électrique source pour chaque composante R, G et B, entre 0 et 1 ;
- V est le signal électrique pré-corrigé non linéaire (correction gamma), entre 0 et 1.

La correction gamma des trois composantes R, G et B produit trois composantes pré-corrigées non linéaires R′, G′ et B′.

### Matriçage
L'opération de matriçage des composantes R′, G′ et B′ permet ensuite de construire la luma Y′.
Selon les recommandations UIT-R BT 709, la luma est construite par
{\displaystyle Y'=0{,}212\,6\,R'+0{,}715\,2\,G'+0{,}072\,2\,B'.}
Selon la recommandation UIT-R BT 601, la luma est construite par
{\displaystyle Y'=0{,}299\,R'+0{,}587\,G'+0{,}114\,B'.}

### Normalisation du signal
Les valeurs normalisées limitent la valeur de la tension du signal vidéo analogique entre 0 V pour le noir et 0,7 V pour le blanc. Les valeurs inférieures à 0 V et jusqu'à −0,3 V servent pour les signaux de synchronisation.
Pour le signal vidéo numérique, selon la recommandation UIT-R BT 709 (TVHD), le codage peut se faire sur 8 bits (de 0 à 255) ou 10 bits (de 0 à 1023). Sur 8 bits, le noir est codé par la valeur 16, le blanc par la valeur 235. Sur 10 bits, le noir prend la valeur 64 et le blanc la valeur 940.

### Luminance des écrans
La luminance des écrans d'ordinateur dérive de celle des écrans de télévision, et les valeurs informatiques de luminance représentent une valeur apparentée à la luma ou luminance vidéo.
En informatique ou en vidéo, lorsqu'un utilisateur travaille devant son écran (infographie ou postproduction), la luminance permet de comparer la luminosité des différents points qui forment l'image par rapport aux valeurs extrémales du blanc et du noir. Étant donné que les utilisateurs peuvent travailler dans des ambiances ou avec des réglages différents, la valeur transmise est une luminosité relative sur l'échelle de celles que produit l'écran. La luminosité relative est obtenue en prenant celle du blanc le plus clair du terminal comme unité de mesure. Elle correspond à un rapport de contraste non linéaire. La luminance relative d'un point peut s'établir par une mesure de luminance, dont le résultat se divise par la luminance trouvée pour le blanc. Une fonction de puissance permet alors de passer de la luminance relative à la luminosité relative, toujours entre 0 et 1. Le voile (lumière parasite, flare en anglais) est la luminance de l'écran quand les trois canaux sont à zéro. Il vient en partie de l'écran, et en partie de l'éclairage autour de lui, dont la recommandation sRGB précise les valeurs. Il est négligeable pour les valeurs élevées de luminosité, mais important pour les zones les plus sombres.
En pratique la luminance d'un écran peut être modifiée globalement de façon proportionnelle à l'aide du réglage du contraste.
En infographie, selon le système utilisé, la luminosité ou valeur d'une couleur est associée à la lettre L ou V : elle peut facilement être modifiée en agissant sur ce paramètre. On néglige l'influence de la luminosité sur la coloration (effet Bezold–Brücke (en)). Le lien entre les composantes R, G et B de la couleur et la luminosité varie d'un système à l'autre. En postproduction photographique, on peut s'aider d'un histogramme qui est la représentation graphique de la fonction discrète qui associe à chaque valeur de luminosité le nombre de pixels prenant cette valeur.